# منغیت (شهرستان آراوان)
منغیت (به لاتین: Mangyt) یک منطقهٔ مسکونی در قرقیزستان است که در شهرستان آراوان واقع شده‌است. منغیت ۲٬۲۷۱ نفر جمعیت دارد و ۸۹۹ متر بالاتر از سطح دریا واقع شده‌است.